# Hydraulische Anbaufräse
Hydraulische Anbaufräsen oder kurz Betonfräsen gehören wie auch Hydraulikhämmer, Pulverisierer, Abbruchzangen und viele weitere Werkzeuge zur Gruppe der hydraulisch betriebenen Anbaugeräte.
Allgemein versteht man unter einer Fräse ein mit Messern oder Meißeln ausgestattetes rotierendes Werkzeug samt Antrieb zur Material abtragenden Bearbeitung verschiedener Werkstoffe. Metall- und Holzbearbeitung sind deren Hauptanwendungsgebiete. Hydraulische Fräsen werden vorwiegend im Tunnel-, Kanal-, Straßen- und Bergbau sowie beim Gebäuderückbau eingesetzt. Darüber hinaus finden sich die Geräte auch in der Hüttenindustrie, im Erdbau sowie der Forstwirtschaft. Anbaufräsen mit einem Bagger oder einem vergleichbaren Fahrzeug als Trägergerät eignen sich zum Abschälen von Boden- und Felsmaterial sowie Holz, Mauerwerk, bituminösen Flächen, Beton und sogar Stahlbeton. Selbst Unterwassereinsätze sind möglich.
Hydraulische Anbaufräsen bestehen im Wesentlichen aus einem Kegel-Planetengetriebe und einem mit versetzt angeordneten Rundschaftmeißeln bestückten Schneid- oder Fräskopf. Den Antrieb übernimmt in der Regel ein Hydraulikmotor mit konstantem Schluckvolumen. Die Fräse wird über eine starre oder drehbare Anbaukonsole an das Trägergerät montiert. Die Trägergerätehydraulik versorgt den Hydraulikmotor der Fräse. Der vom Trägergerät bereitgestellte Öldruck steuert sowohl das Schneidmoment als auch die Drehzahl des Schneidkopfs. Hydraulische Anbaufräsen gibt es als Einzelfräse oder Fräse mit Längsschneidkopf und als Fräse mit einem Frästrommelpaar, auch als Fräse mit Querschneidkopf bezeichnet. Diese wiederum wurden über die Jahre von der Firma KEMROC weiterentwickelt durch eine zwischen den Schneidköpfen verlaufende Fräskette. Dadurch schafft dieses Gerät circa 40 % mehr Materialaustrag in gleicher Zeit, als ein vergleichbares Modell anderer Hersteller. Der Fräskopfvortrieb ergibt sich aus dem Anpressdruck, den das Trägergerät zur Verfügung stellt. Das zu fräsende Material bestimmt den Meißeltyp. Das Angebot an verschiedenen Schneidköpfen und Meißeln für moderne Fräsen ist groß, um die Geräte an unterschiedliche Einsatzbedingungen anpassen zu können.
Hydraulische Anbaufräsen haben ihren Ursprung in elektromechanisch angetriebenen Teilschnittmaschinen, die erstmals um 1910 für den Streckenvortrieb und die Gewinnung von hartem Material im Bergbau entwickelt und eingesetzt wurden. Mitte der 1960er Jahre brachte der britische Hersteller Webster die ersten hydraulisch oder hydrostatisch angetriebenen Teilschnittmaschinen für den britischen Steinkohlebergbau als lärm- und vibrationsarme Alternative zu hydraulischen Meißeln und Felsbrechern auf den Markt. In den 1980er Jahren wurden die ersten hydraulischen Fräsen als Anbaugeräte für Hydraulikbagger angeboten und erstmals außerhalb des Berg- und Tunnelbaubereichs bei vielfältigen Anwendungen im Baubereich verwendet.
Den Weltmarkt für hydraulische Anbaufräsen teilen sich heute hauptsächlich folgende Unternehmen: Marktführend sind die deutschen Hersteller KEMROC Spezialmaschinen GmbH aus dem thüringischen Leimbach sowie die ERKAT Spezialmaschinen und Service GmbH im ostdeutschen Tiefenort. Außerdem auf dem Markt vertreten sind Fräsen des südafrikanischen Herstellers Boart Longyear und der italienischen Firma SIMEX.